# Rebollar de los Oteros
Rebollar de los Oteros es una pedanía perteneciente al municipio de Corbillos de los Oteros, situado en Esla-Campos con una población de 107 habitantes (INE 2023).
Está situado al final de la CV-195-8.

## Demografía
Tiene 107 habitantes, de los cuales 61 son varones y 46 son mujeres.